# Odontocera armipes
Odontocera armipes là một loài bọ cánh cứng trong họ Cerambycidae.